# Блад 148A
Блад 148A (англ. Blood 148A) — індіанська резервація в Канаді, у провінції Альберта, у межах муніципального району Пінчер-Крик № 9.

## Населення
За даними перепису 2016 року, індіанська резервація не мала постійного населення.

## Клімат
Середня річна температура становить 3,5°C, середня максимальна – 19,1°C, а середня мінімальна – -13,4°C. Середня річна кількість опадів – 755 мм.
| Клімат поселення                              | Клімат поселення | Клімат поселення | Клімат поселення | Клімат поселення | Клімат поселення | Клімат поселення | Клімат поселення | Клімат поселення | Клімат поселення | Клімат поселення | Клімат поселення | Клімат поселення | Клімат поселення |
| Показник                                      | Січ.             | Лют.             | Бер.             | Квіт.            | Трав.            | Черв.            | Лип.             | Серп.            | Вер.             | Жовт.            | Лист.            | Груд.            |                  |
| Середній максимум, °C                         | −0,52            | 1,57             | 3,84             | 8,82             | 13,71            | 17,80            | 19,03            | 19,07            | 14,23            | 9,49             | 2,66             | −0,95            |                  |
| Середня температура, °C                       | −6,97            | −4,86            | −2,6             | 2,39             | 7,26             | 11,37            | 14,29            | 14,35            | 9,51             | 4,76             | −2,08            | −5,68            |                  |
| Середній мінімум, °C                          | −13,39           | −11,3            | −9,03            | −4,04            | 0,84             | 4,94             | 9,57             | 9,61             | 4,79             | 0,04             | −6,8             | −10,41           |                  |
| Норма опадів, мм                              | 46               | 45               | 56               | 65               | 96               | 107              | 56               | 57               | 66               | 56               | 59               | 46               |                  |
| Середньомісячна швидкість вітру, м/с          | 5.09             | 4.51             | 4.68             | 4.51             | 4.36             | 4.08             | 3.63             | 3.49             | 3.82             | 4.52             | 4.96             | 5.10             |                  |
| Середньомісячна сонячна радіація, кДж/м²·день | 4482             | 8109             | 13022            | 16896            | 20596            | 21817            | 23691            | 20275            | 14576            | 8861             | 4758             | 3635             |                  |
| --------------------------------------------- | ---------------- | ---------------- | ---------------- | ---------------- | ---------------- | ---------------- | ---------------- | ---------------- | ---------------- | ---------------- | ---------------- | ---------------- | ---------------- |
| Джерело:                                      |                  |                  |                  |                  |                  |                  |                  |                  |                  |                  |                  |                  |                  |